# Матильда II (аббатиса Эссена)
Мати́льда II (нем., лат. Mathilde II, 949 — 5 ноября 1011, Эссен) — немецкая аббатиса из Эссенской епархии из германского королевского и императорского рода Людольфингов, одна из наиболее заметных в церковной истории города Эссен.

## Биография
Письменные источники, позволяющие восстановить подробно биографию аббатисы Матильды II, достаточно редки. Исключая хроники и жизнеописания, посвящённые династии Людольфингов, где можно черпать сведения и о жизни Матильды, в иных хрониках и современных ей документах она упоминается лишь 10 раз.
Матильда родилась в королевском роду и была внучкой императора Священной Римской империи Оттона I Великого. Отец её Людольф был старшим сыном императора, мать Ида происходила из рода Конрадинов, брат Оттон был герцогом Швабии (с 973) и Баварии (с 976).
Уже в 953 году (по другим данным — в 957 или в 966) принцесса Матильда была отправлена для воспитания и получения образования в Эссенское аббатство (имевшее богатую библиотеку), бывшее одним из «домашних монастырей» Саксонской династии. Решение о том, что Матильда займёт место аббатисы, было принято не позднее 966 года, когда император Оттон II пожаловал аббатству владение Эренхоф — по случаю принятия Матильды в члены общины. В 973 году Матильда впервые письменно упоминается как настоятельница Эссенского аббатства, обладавшего как государственным, так и церковным иммунитетом (в общегерманских делах оно подчинялось непосредственно короне, в церковных — лично папе Римскому).
Став аббатисой, Матильда активно участвует в светской и духовной жизни Германии. Она посещает Аахен (в 973 году), Ашаффенбург (982), Хейлигенштадт (990), Дортмунд (997). В 986 она совершает поездку в Майнц, чтобы присутствовать на похоронах матери, после смерти которой передаёт крупные земельные владения монастырю Айнзидельн. Матильда поддерживает постоянные контакты с крупными культурными и религиозными центрами — Кёльном, Хильдесгеймом, Триром; выписывает священные реликвии из Лиона и Кобленца. Англосаксонский хронист Этельвард переводит для неё свои сочинения на латинский язык. Главной задачей своей, как аббатисы, Матильда считала создание в её монастыре семейного мемориала королевского рода Людольфингов, который занимался бы душевным и посмертным спасением его представителей.
После смерти императора Оттона II и своего брата Оттона Швабского во время похода в Италию, и будучи последней представительницей швабской линии рода Людольфингов и распорядительницей их аллода, Матильда всё более активно занимается политической деятельностью в пользу наследника Оттона II, трёхлетнего Оттона III, регентом которого рассчитывал стать герцог Генрих II Баварский, старый противник брата Матильды Оттона (Оттон отобрал Баварию у Генриха в 976 году). Она становится воспитательницей сестры Оттона III Матильды Лотарингской. В этот период, согласно некоторым сообщениям, Матильда II совместно с вдовой Оттона II Теофано и вдовой Оттона I Адельгейдой Бургундской борется за регентство против Генриха II Баварского.
В 993 году император Оттон III посещает Эссенское аббатство и передает в его сокровищницу свою детскую золотую корону, которой он был коронован в 983 году, а также драгоценный, украшенный золотом меч из дамасской стали. Ещё ранее Матильде для аббатства вдовствующая императрица Теофано передала статую «Золотой мадонны». В апреле 997 года Матильда предпринимает поездку к королевскому двору в Дортмунд, где находится довольно длительное время. Оттон III организует передачу Эссенскому аббатству священных реликвий, так как там организуется мемориал памяти его отца Оттона II, погребённого в Риме. Матильда, как распорядительница наследия своей бабки Эдгиты и, с 986 года — матери, Иды, использовала значительные средства для приобретения культурных сокровищ с целью увековечения памяти своих предков и родственников. Среди этих исторических драгоценностей одним из ценнейших произведений искусства является Крест Оттона и Матильды (ныне в Эссенской соборной сокровищнице), а также принадлежавший императрице Теофано золотой с эмалью ларец с мощами св. Марка (был уничтожен по недоразумению в 1794 году при вывозе сокровищ с целью уберечь их от наступающих французских войск), два золотых церемониальных креста и многое другое.

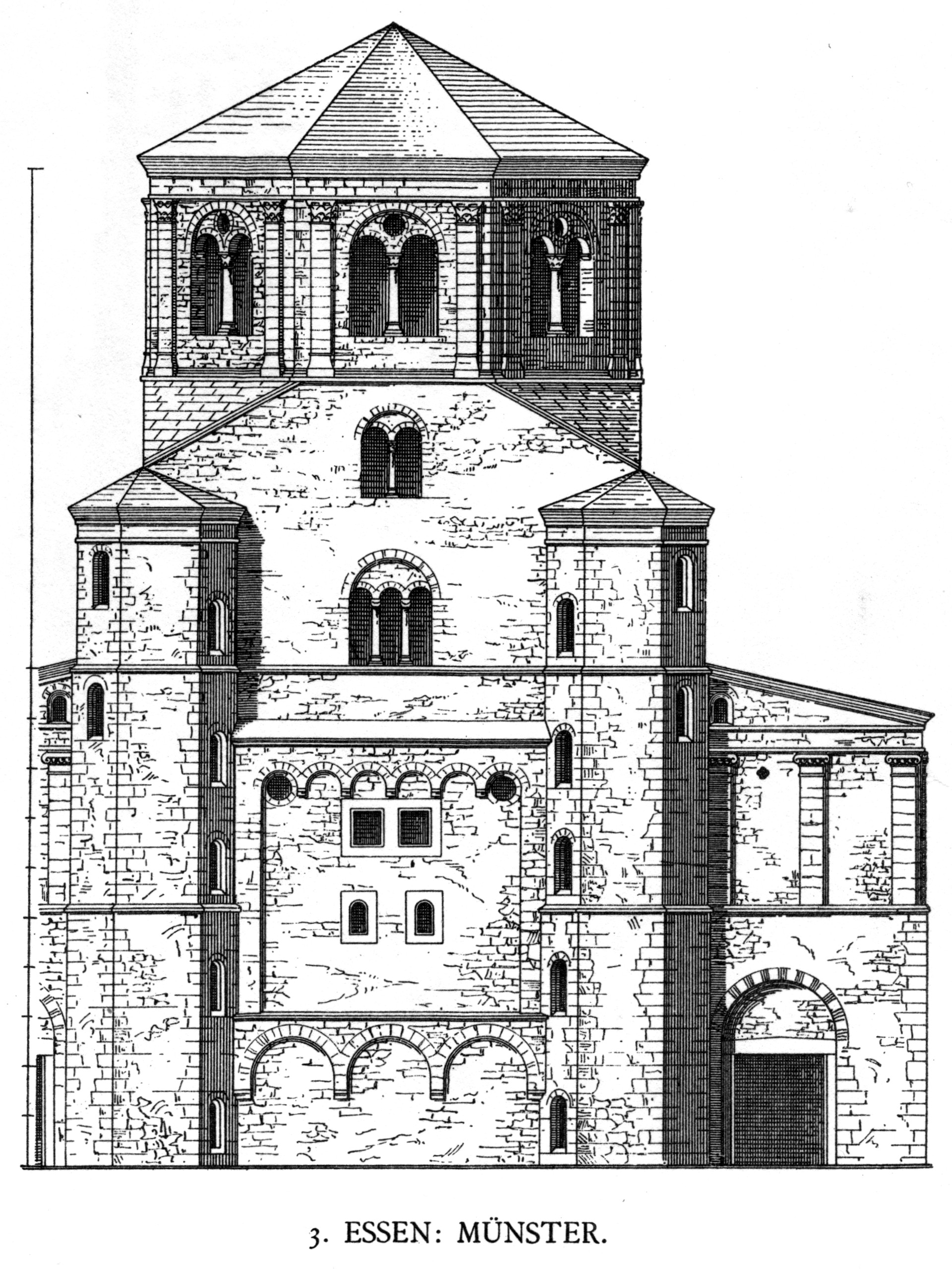
Вестверк Эссенского собора

Аббатиса Матильда занималась также и строительной деятельностью. Как ныне известно, по её указанию был выстроен вестверк Эссенского собора. При Матильде в Эссене был также проложен первый в городе водопровод.
После смерти бездетного императора Оттона III, покровительствовавшего Эссенскому аббатству, и с приходом к власти короля Генриха II, представителя баварской ветви Людольфингов и сына врага Матильды, Генриха Баварского, положение её ухудшилось. Резко сократились платежи Матильде за счёт наследства её матери и брата, так как король Генрих начал оспаривать законность наследования. Хотя он и подтвердил в 1003 году привилегии Эссенского аббатства, спор о наследстве продолжался до 1011 года, когда король, потерпев поражение в битве против поднявшейся против него нижнерейнской знати, возглавляемой архиепископом Кёльнским Герибертом и пфальцграфом Эццо, женатом на сестре императора Оттона III Матильде Лотарингской, не вынужден был уступить.
После смерти Матильды II в 1011 году настоятельницей Эссенского аббатства стала София, дочь императора Оттона II.
Благодаря дарениям культурных сокровищ Эссенскому собору аббатиса Матильда II является наиболее известной и почитаемой среди настоятельниц за всю историю этого аббатства. К 1000-летию со дня смерти её Эссенское епископство, совместно с дюссельдорфским университетом Генриха Гейне, организовал на период с 27 октября 2010 и по 22 января 2012 года выставку её памяти в Эссенском соборе и его музее-сокровищнице.